# Poets of the Fall
Poets of the Fall är ett finskt rockband grundat 2003. Gruppen slog igenom med låten "Late Goodbye" som ingick i datorspelet Max Payne 2 av Remedy Entertainment. Bandet har även skrivit tre låtar under namnet "Old Gods of Asgard" för spelet Alan Wake av samma utvecklare. Dessa låtar var "Balance Slays the Demon", "Children of the Elder God" och "The Poet and the Muse". 
Poets of the Fall har gjort musikvideor till låtarna Carnival of Rust, Lift, Late Goodbye, Diamonds for Tears, War, Dreaming Wide Awake och Locking up the Sun.
Musikvideon till "War" består till stor del av återskapade sekvenser från spelet Alan Wake där modellen för spelets huvudperson, Ilkka Villi, gör rollen framför kameran.

## Diskografi
- Signs of Life (2005)
- Carnival of Rust (2006)
- Revolution roulette (2008)
- Twillight Theater  (2010)
- Alchemy, Vol. 1 (2011)
- Temple of Thoughts (2012)
- Jealous Gods (2014)
- Clearview (2016)
- Ultraviolet (2018)
- Ghostlight (2022)